# مزایده آنلاین
مزایده برخط یا مزایده الکترونیکی، حراجی الکترونیکی، مزایده مجازی، (به انگلیسی: Online auction)؛ مزایده ای است که از طریق اینترنت برگزار می‌شود و توسط دستگاه‌های متصل به اینترنت قابل انجام است. مثل مزایده‌های حضوری، مزایده‌های آنلاین نیز انواع مختلفی دارند، با قوانین پیشنهاددهی و فروش متفاوت.
فروش از طریق تجارت الکترونیکی در بنگاه‌ها سال‌هاست که به‌طور پیوسته در حال افزایش است و با مهاجرت تقریباً تمام معاملات به حوزه دیجیتال به دلیل همه‌گیری کووید۱۹ (به انگلیسی : COVID-19)، فروش جهانی از طریق کانال‌های تجارت الکترونیکی مانند وب سایت‌ها و بازارهای برخط به‌طور کلی در سال ۲۰۲۰ و پس از آن افزایش یافت.
دو بازار اصلی برای مزایده‌های برخط وجود دارد: بنگاه به بنگاه (B2B) و بنگاه به مصرف‌کننده (B2C). پیش‌بینی می‌شود که B2C نرخ رشد سالانه بیش از ۱٪ داشته باشد. ارزش ناخالص کالاهای تجارت الکترونیکی B2B همان‌طور که همتای خرده‌فروشی B2C خود را نشان می‌دهد، تا سال ۲۰۱۹ نرخ ثابت مشابهی را نشان داد. بزرگ‌ترین سایت مزایده آنلاین در حوزه تجارت مصرف‌کننده به مصرف‌کننده، ای بای(به انگلیسی:eBay) است. از مزایای اصلی مزایده‌های آنلاین، حذف محدودیت‌های فیزیکی مزایده‌های سنتی است که شرکت کنندگان را ملزم می‌کند که از لحاظ جغرافیایی در کنار هم قرار بگیرند و این باعث می‌شود تا دسترسی مخاطبان را تا حد زیادی کاهش دهد.

## مزایا و معایب
مزایده‌های برخط(به انگلیسی: online) مزایایی را به کاربران ارائه می‌دهند که فرمت‌های مزایده سنتی مانند استفاده از پیشنهادات خودکار ارائه نمی‌دهند. در کنار این مزایا، مزایده‌های برخط تنوع کالاها و خدمات قابل خرید و فروش را در قالب مزایده بسیار افزایش داده‌است.
علیرغم مزایای مزایده‌های برخط، ناشناس بودن در اینترنت، بزرگ بودن بازار و سهولت دسترسی، کلاهبرداری‌ها را در مزایده برخط را آسان‌تر از مزایده‌های سنتی می‌کند.